# 反陽子
反陽子（はんようし、アンチプロトン、英語: antiproton）とは、陽子（プロトン）と質量とスピンが全く同じで、逆の電荷、すなわち−1の電荷を持つ反粒子である。
反陽子は1955年にセグレとチェンバレンによってカリフォルニア大学バークレー校の加速器ベバトロンを使った実験で最初に発見された。

## 性質
反陽子は、陽子と衝突すると対消滅を起こして数個のパイ中間子などになる。
反陽子の電子質量比は、1836.1526736 ± 0.0000023（相対標準不確かさ 1.2 × 10−9）である。陽子の電子質量比は、1836.15267245(75)であり、陽子の電子質量比との有意の差は見いだされていない。

## 実験
反陽子は反物質であり、自然には地球上に存在しない。高エネルギーの宇宙線が飛び交う宇宙空間や、加速器を用いた実験施設等で生成される。
加速器で生成した反陽子を用いた実験には以下のものがある。
- 陽子・反陽子衝突実験: テバトロン
- 反水素生成実験:
- 電子を反陽子で置き換えた原子の性質を調べる実験（例えば反陽子ヘリウム原子）:

また、宇宙空間で生成された宇宙線反陽子の観測実験も行われている。
- 低エネルギー宇宙線反陽子観測実験